# Latvijski radio
Latvijski radio (latvijski: Latvijas Radio ili Radio Latvia, skraćeno LR) je javna radijska postaja u Latviji. S eimtiranjem je krenuo 1. studenog 1925., a sjedište radija je u Rigi. Od 2002. radio ima 5 različitih programa: Latvijas Radio 1 (vijesti, gostovanja, emisije), Latvijas Radio 2 (latvijska glazba), Latvijas Radio 3 (klasična glazba, jazz glazba),  Latvijas Radio 4 - Doma Laukums (radio za manjine, uglavnom na ruskom jeziku), i od 31. ožujka 2014. Latvijas Radio 5 - Pieci.lv (postaja namijenjena mladima i djeci).
Latvijski radio je kulturna institucija Latvije, na kojem se izvode radio i melodrame, s vlastitim  pjevačkim zborom i dječjim vokalnim ansamblom. Od 1. siječnja 1993., Latvijski Radio je punopravni član Europske radiodifuzijske unije (ERU-a).
Latvijski radio je zapravo sljedbenik Radija Riga, koji se osim u Latviji, emitirao i u Litvi, Estoniji i Švedskoj, od 1960. do 1995. godine.
Surađuje s Latvijskom televizijom kao dio javnog medijskog servisa u Latviji, te je uključen u obaveznu pretplatu.

## Vanjske poveznice
- (let.) Službene stranice Latvijskog radija
- (let.) Latvijski radio - program emitiranja
- (let.) Pismohrana radija